# رابرت آلوارز
رابرت آلوارز (انگلیسی: Robert Alvarez؛ زادهٔ ۱۹۴۸) پویانما، طراح، کارگردان انیمیشن، کارگردان فیلم و نویسنده اهل ایالات متحده آمریکا است. وی از سال ۱۹۶۹ میلادی تاکنون مشغول فعالیت بوده است. آلوارز در اوت ۲۰۲۳ «به دلیل تغییرات در صنعت انیمیشن و مشکلات سلامتی» بازنشسته شد.
از فیلم‌ها یا مجموعه‌های تلویزیونی که وی در آن‌ها نقش داشته‌است، می‌توان به مسابقه فضایی یوگی، خانواده آدامز، یاکو و واکو، آزمایشگاه دکستر، معمولی، فلپ‌جک، پینکی و برین، سه خرس ساده‌لوح، وقت ماجراجویی، سرزمین دریایی، زیردریایی زرد، فیلم ماجراهای اردک: چراغ جادو و گرین لانترن: نخستین پرواز اشاره نمود.
همچنین برندهٔ جوایزی همچون جایزه امی ساعات پربیننده شده‌است.